# امگا خرچنگ
امگا خرچنگ یک ستاره است که در صورت فلکی خرچنگ قرار دارد و نشانی از ماه تیر هست.